# Hun (religia chińska)
Hun – jedna z dwóch dusz wyróżnianych przez Chińczyków.
Hun stanowi przeciwieństwo po – jest duszą niebiańską, odpowiadającą pierwiastkowi yang. Jest także duszą rozumną, nadającą człowiekowi jego osobowość. 
Po śmierci żyje nadal i – jeżeli składa się jej ofiary – opiekuje się żyjącymi. Może nawet stać się bogiem. To właśnie hun wstępuje w tabliczkę przodka. Jeżeli krewni nie dopełniają kultu przodków, dusza może zacząć im szkodzić.